# Petaloconchus glomeratus
Petaloconchus glomeratus is een slakkensoort uit de familie Vermetidae. De wetenschappelijke naam werd gepubliceerd in 1758 door Carl Linnaeus in de tiende editie van Systema naturae.